# 同志高等学校
同志高等学校（トンジこうとうがっこう、동지고등학교）は慶尚北道浦項市北区にある私立高等学校である。この学校は1960年に李明博（大韓民国第17代大統領）が卒業したことで、大韓民国では知られている。

## 沿革
- 1946年3月5日 同志商工中学校創立
- 1951年8月31日 同志商業高等学校創立。（中・高分離）
- 1951年9月 初代校長ハ・テファン就任し、開校式。
- 1984年3月 同志綜合高等学校に校名変更。
- 1989年3月 同志高等学校に校名変更。